# مؤتمر كايوس للاتصال
مؤتمر كايوس للاتصال هو مؤتمر سنوي ينظمه نادي كايوس للحاسوب. يقدم المؤتمر مجموعة متنوعة من المحاضرات وورش العمل حول القضايا التقنية والسياسية المتعلقة بالأمن، والتشفير، والخصوصية، وحرية التعبير على الإنترنت. ويتم تنظيم الحدث بانتظام في نهاية كل عام منذ عام 1984.
يعتبر الحدث من أكبر الأحداث من هذا النوع، إلى جانب ديف كون (DEF CON) في لاس فيغاس.

## معرض صور

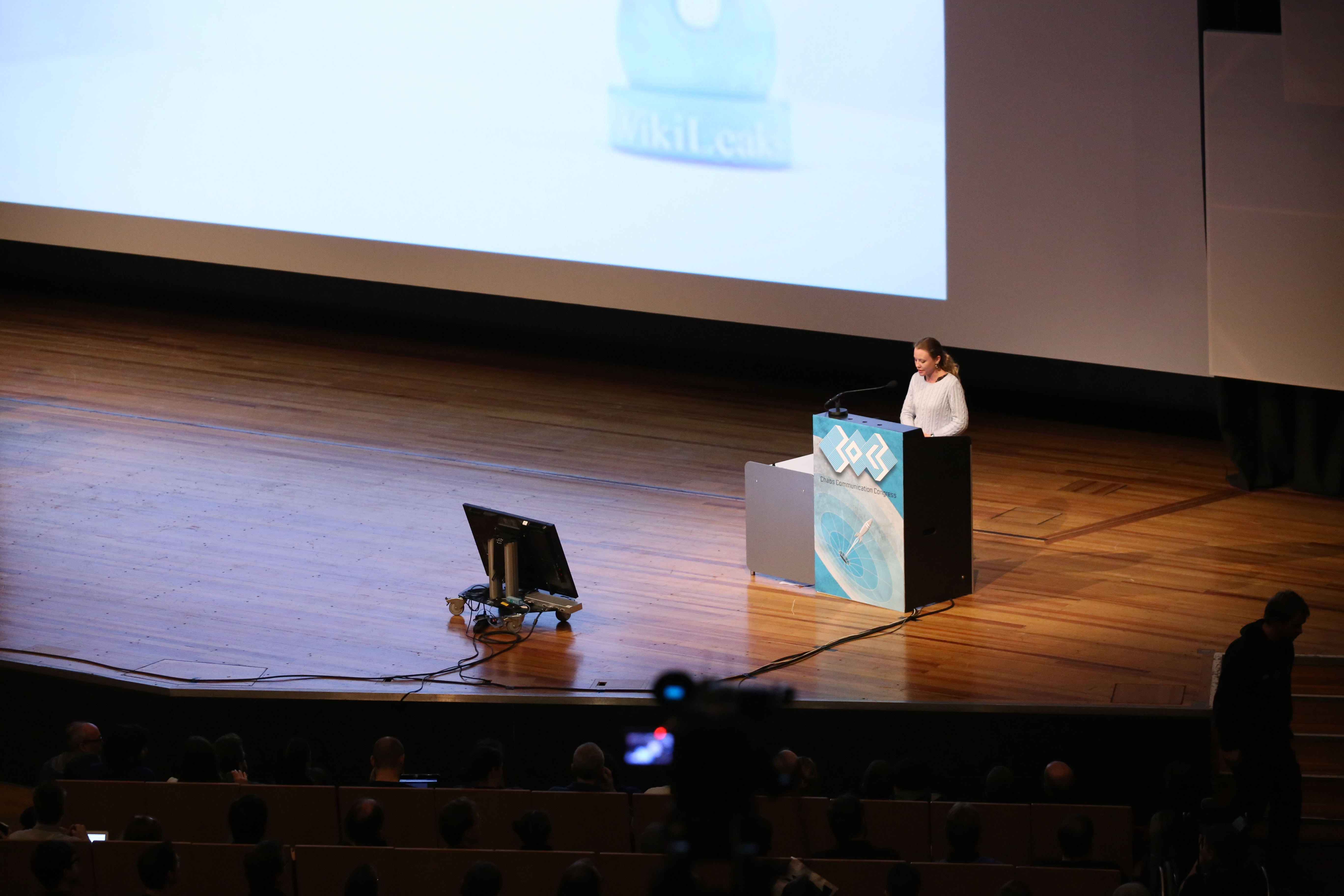
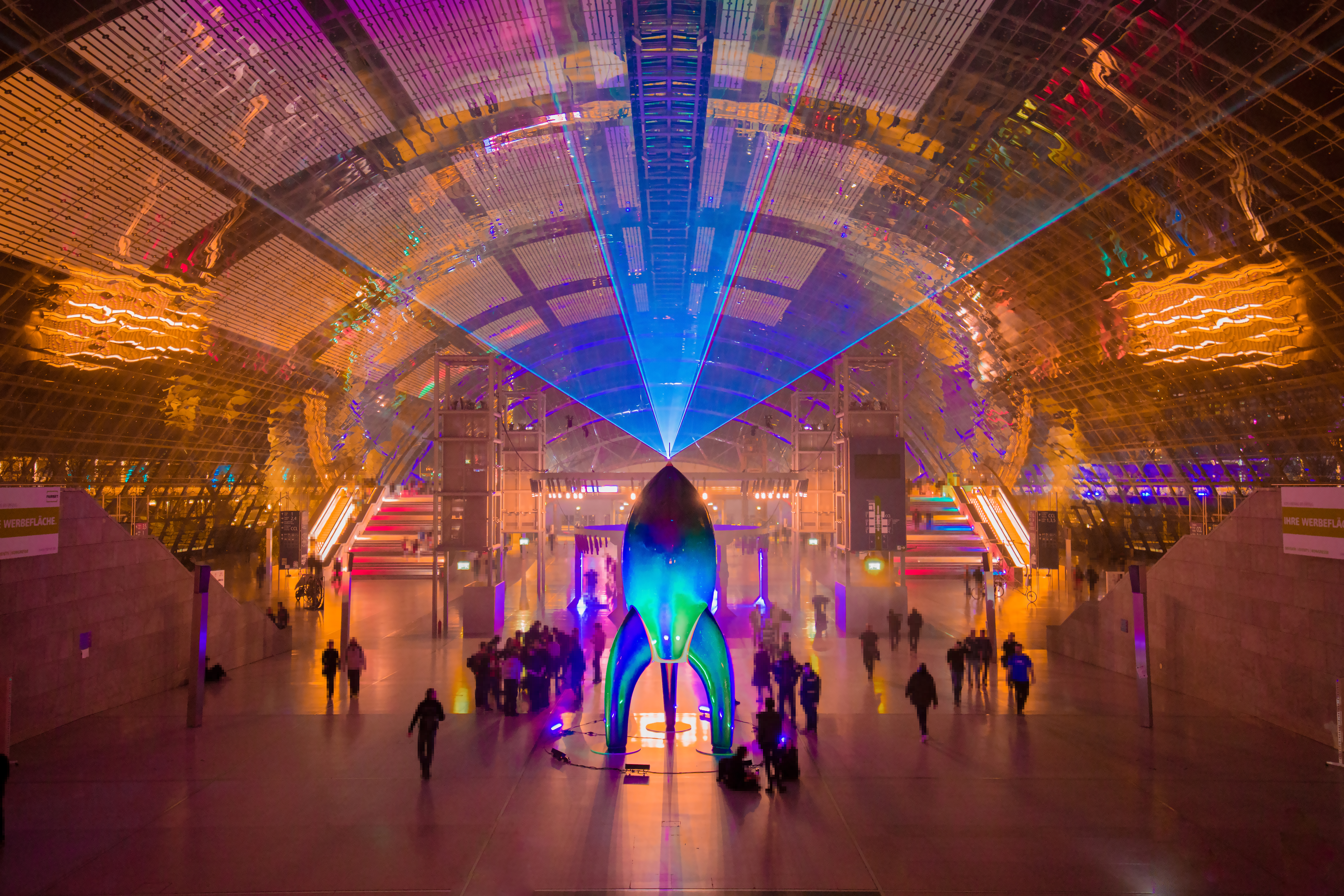
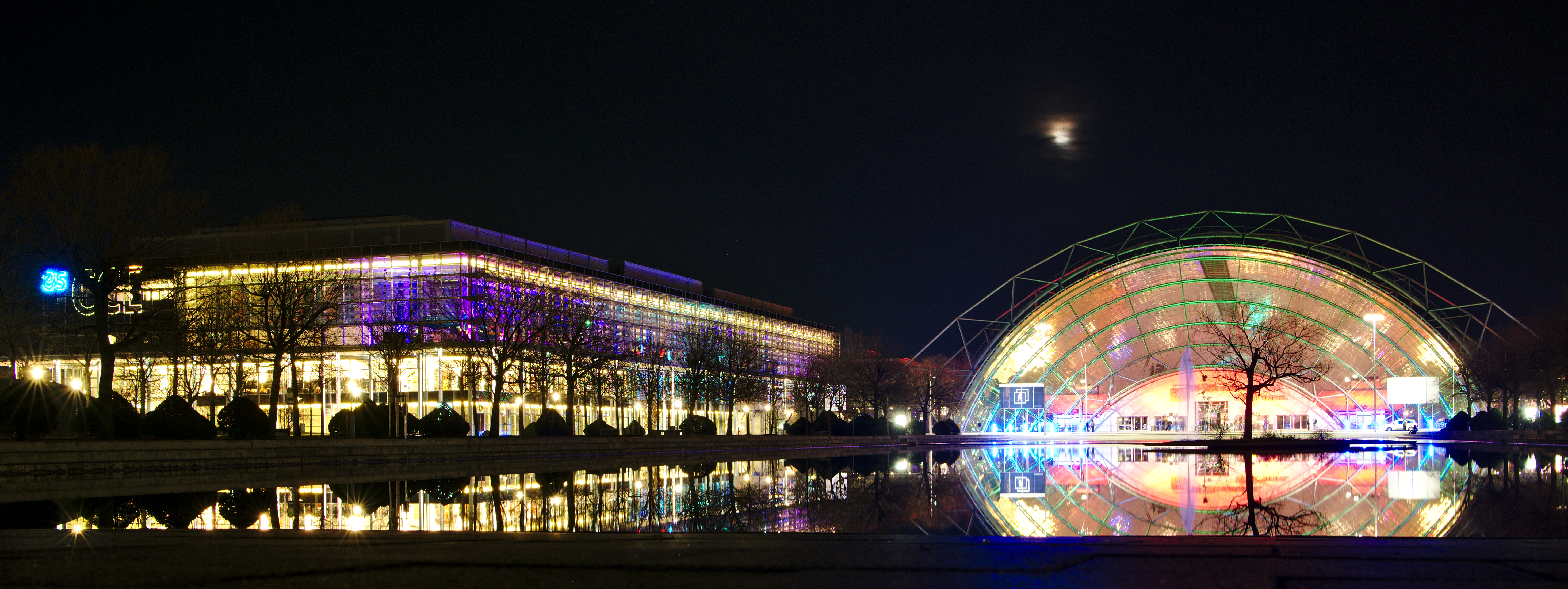
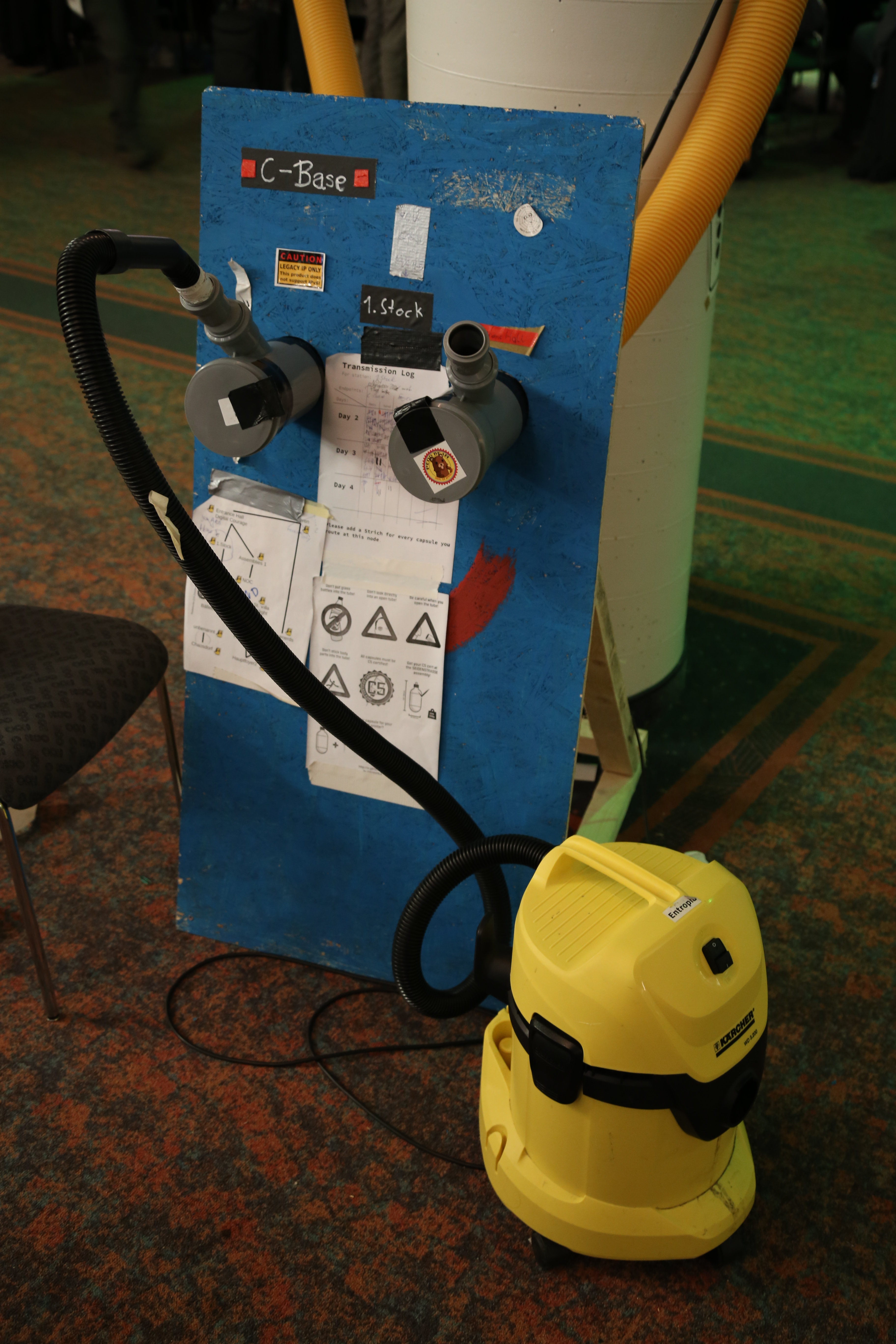
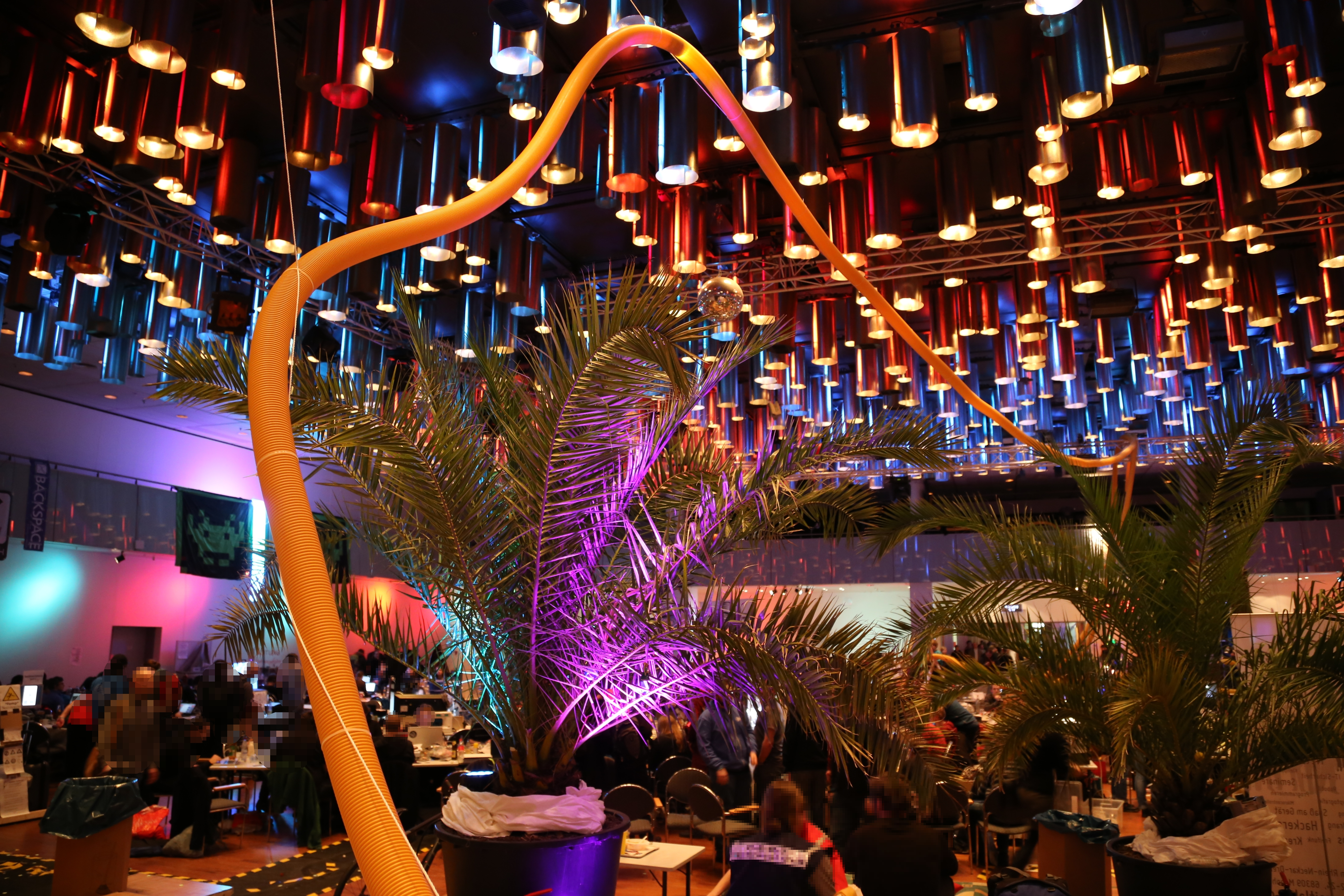
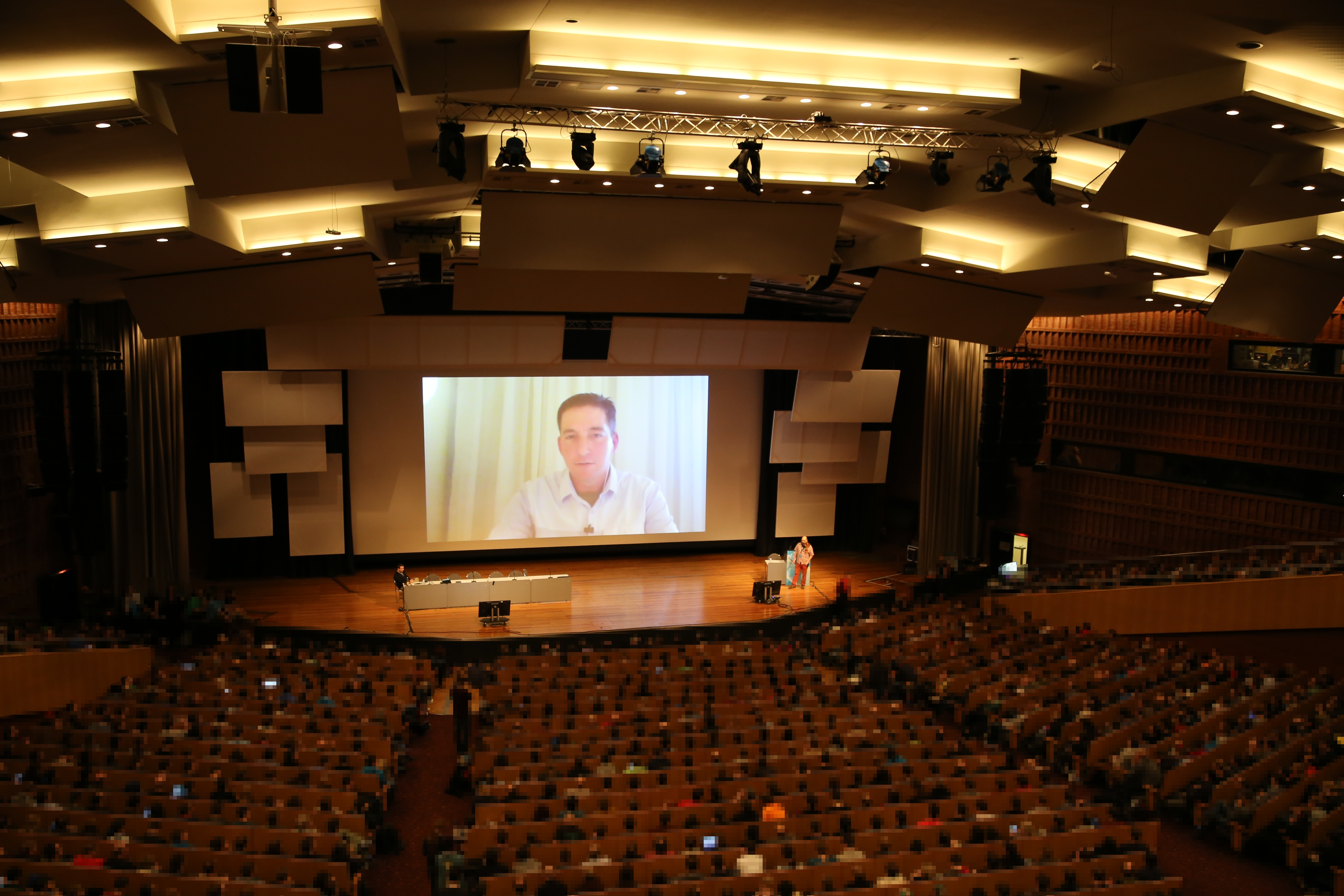